# Sztuka grecka w okresie archaicznym

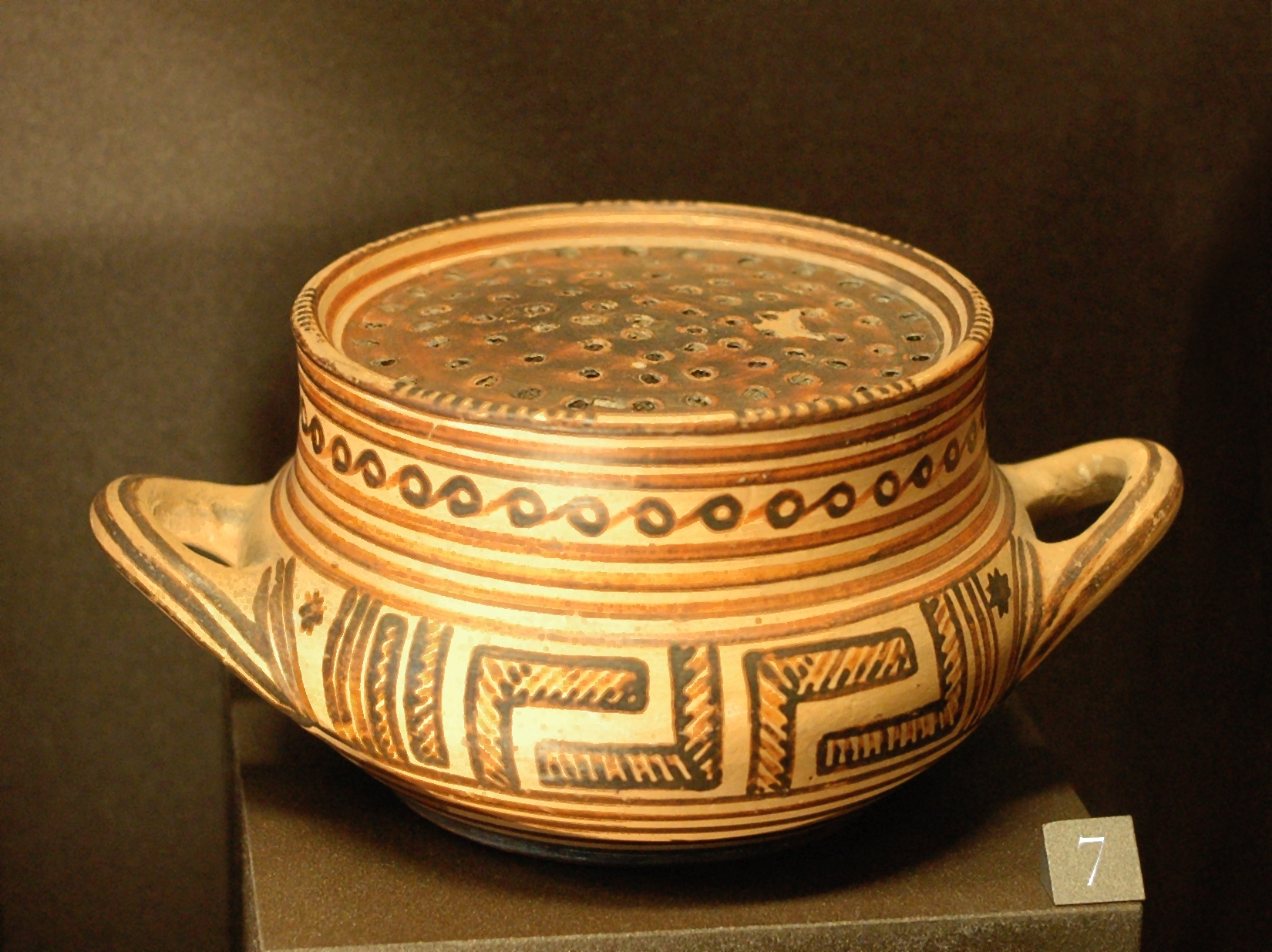
Ceramika zdobiona w stylu geometrycznym 775–725 p.n.e. (Luwr, Paryż)

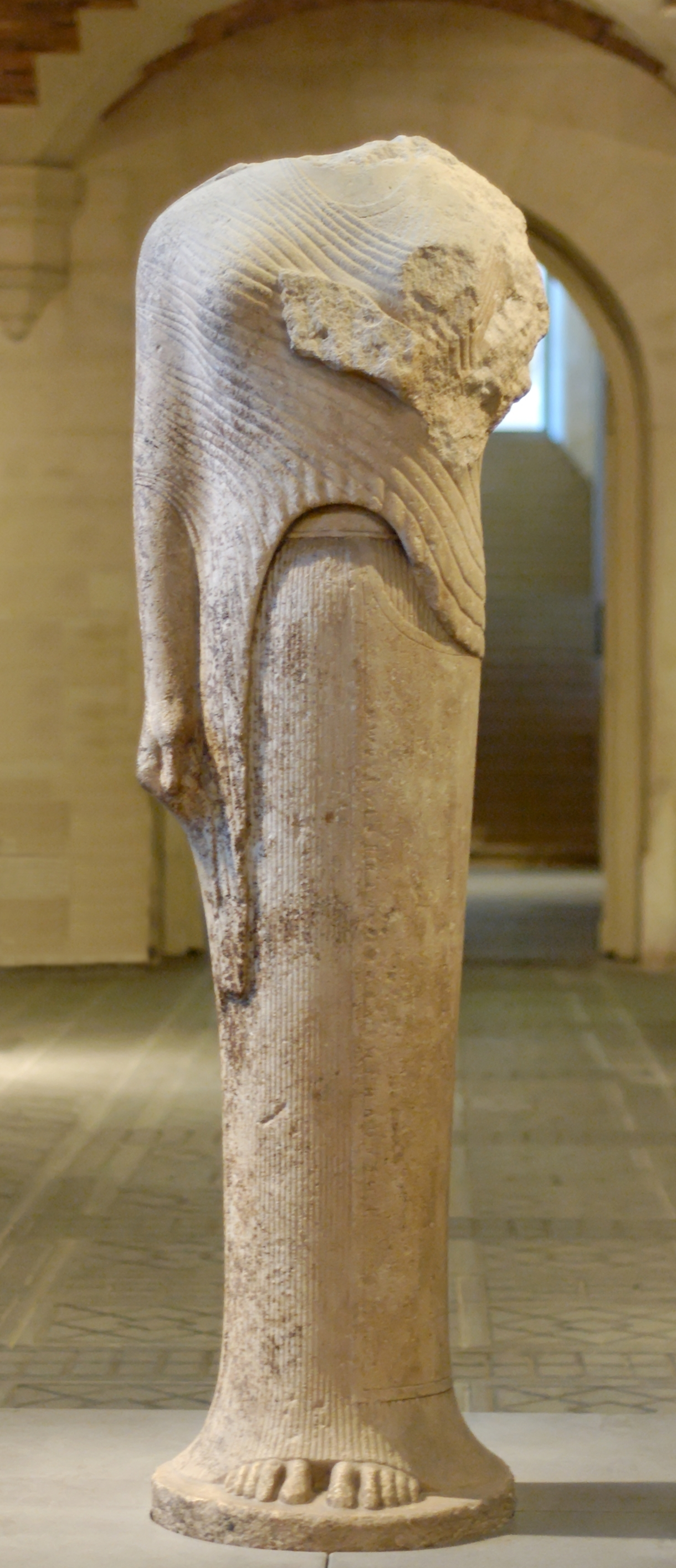
Hera z Samos, ok. 570–560 p.n.e. (Luwr, Paryż)

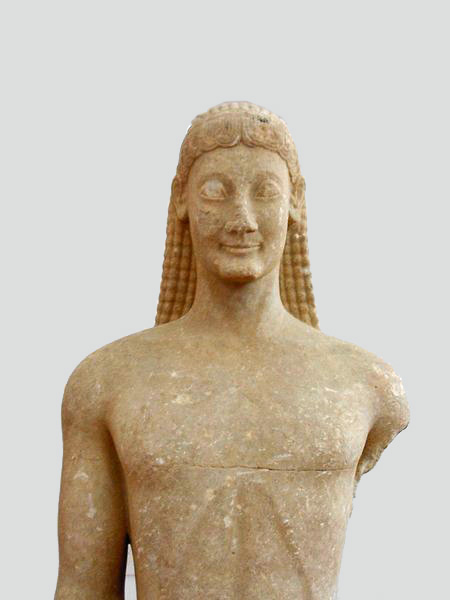
Kuros (Muzeum Archeologiczne w Tebach)

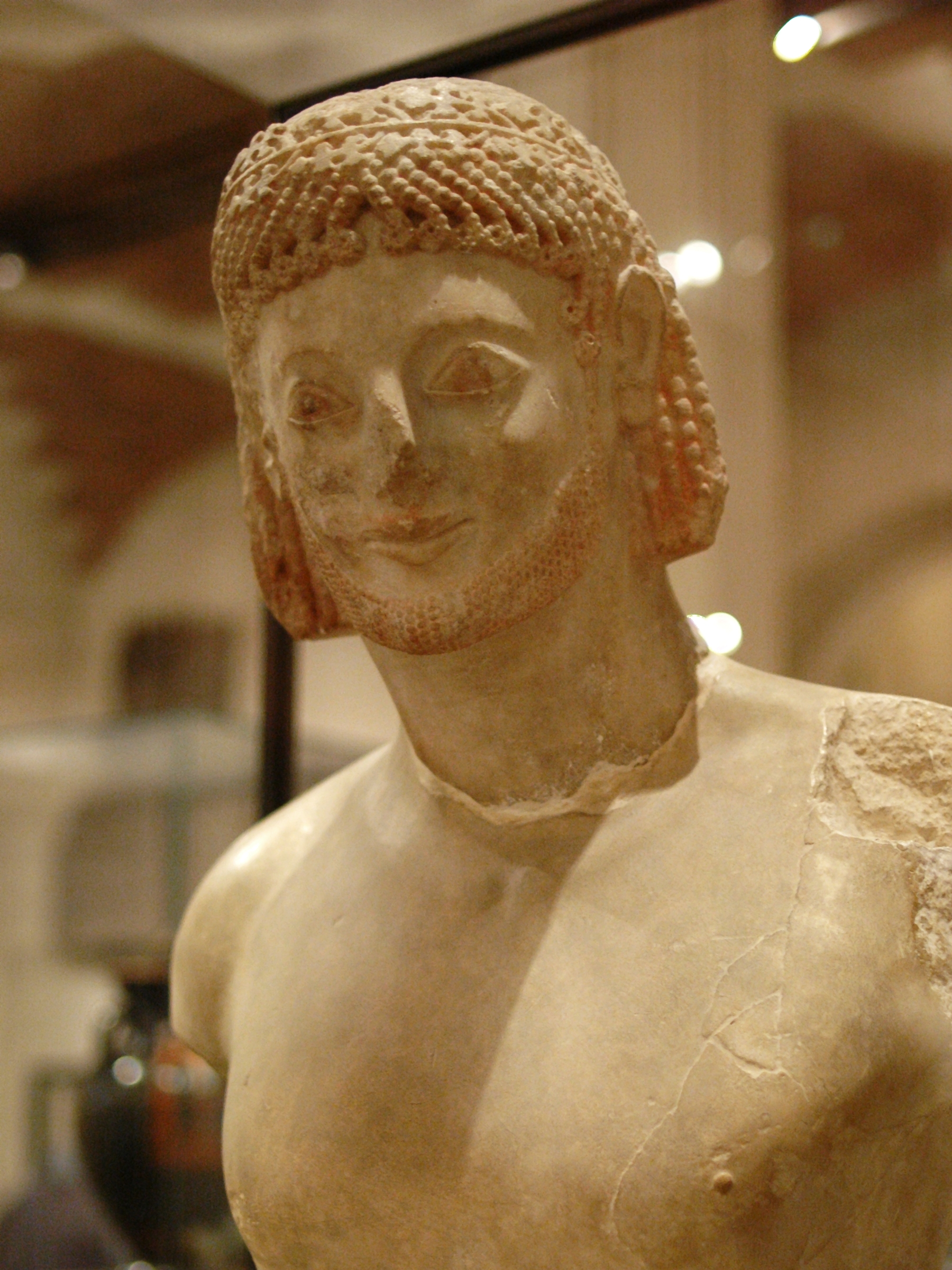
Głowa Jeźdźca Rampin z ok. 560 p.n.e., ze zbiorów Luwru

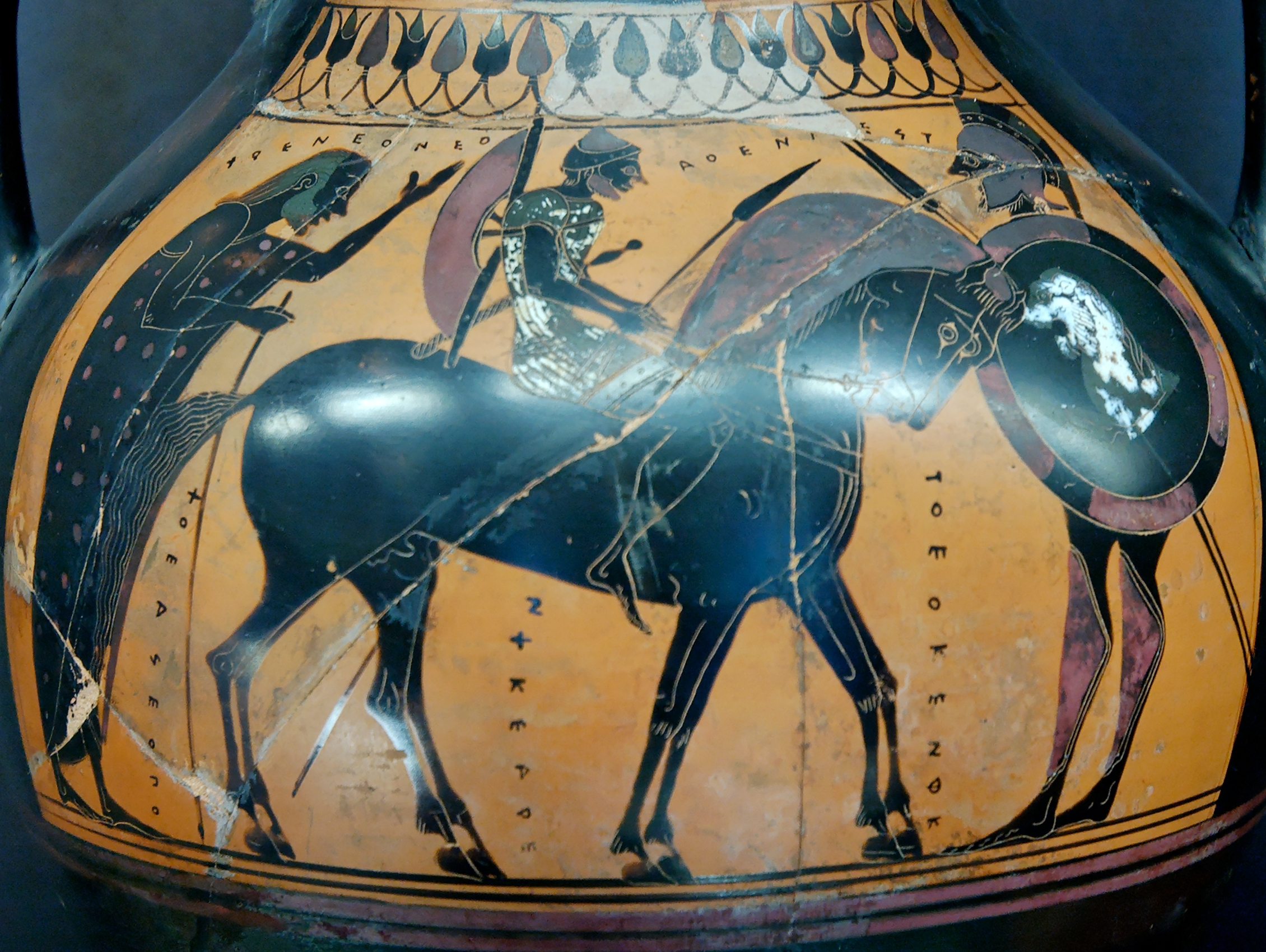
Amfora z Aten, ok. 554–540 p.n.e. malarstwo czarnofigurowe (Luwr, Paryż)

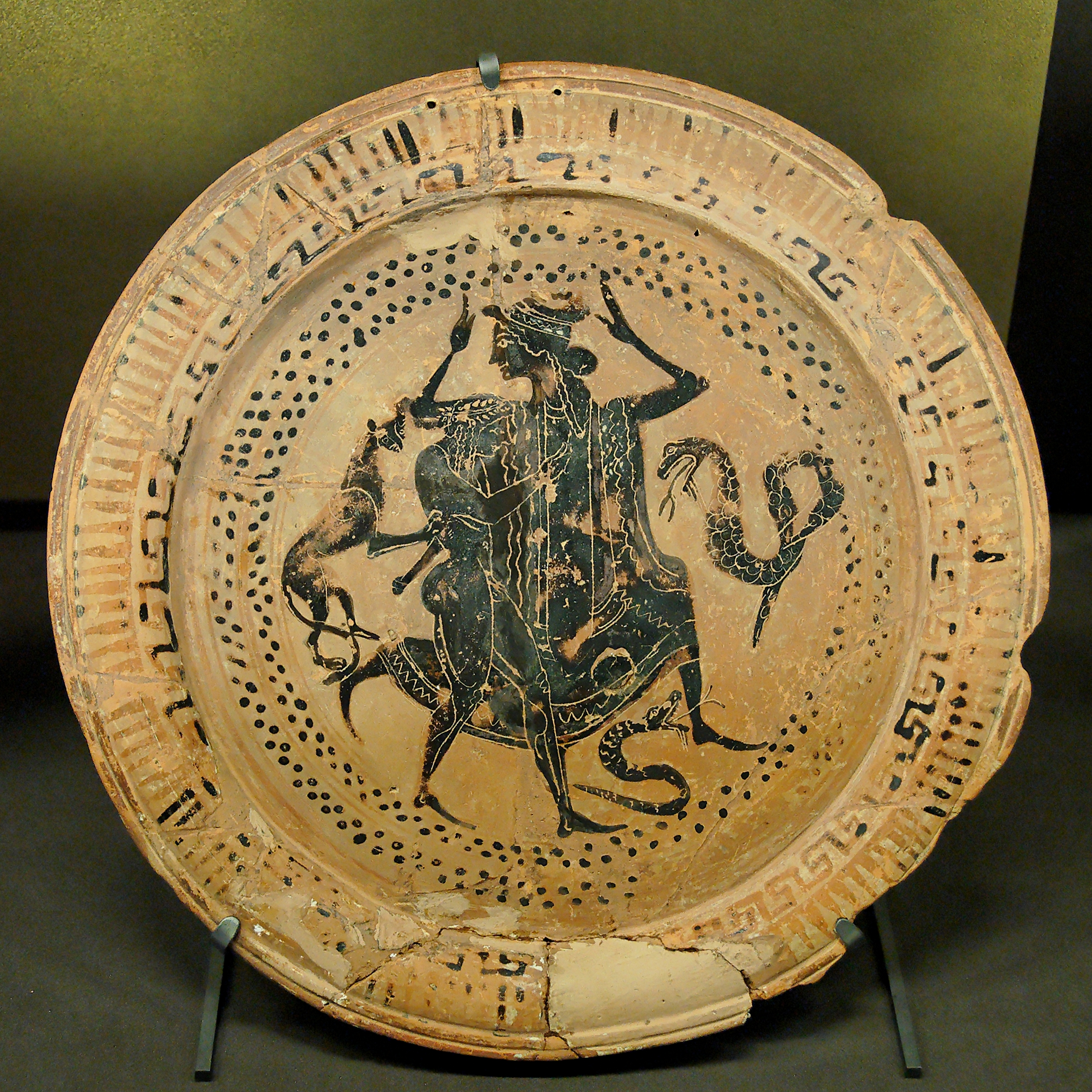
Ceramika, ok. 500–475 p.n.e., malarstwo czarnofigurowe (Luwr, Paryż)

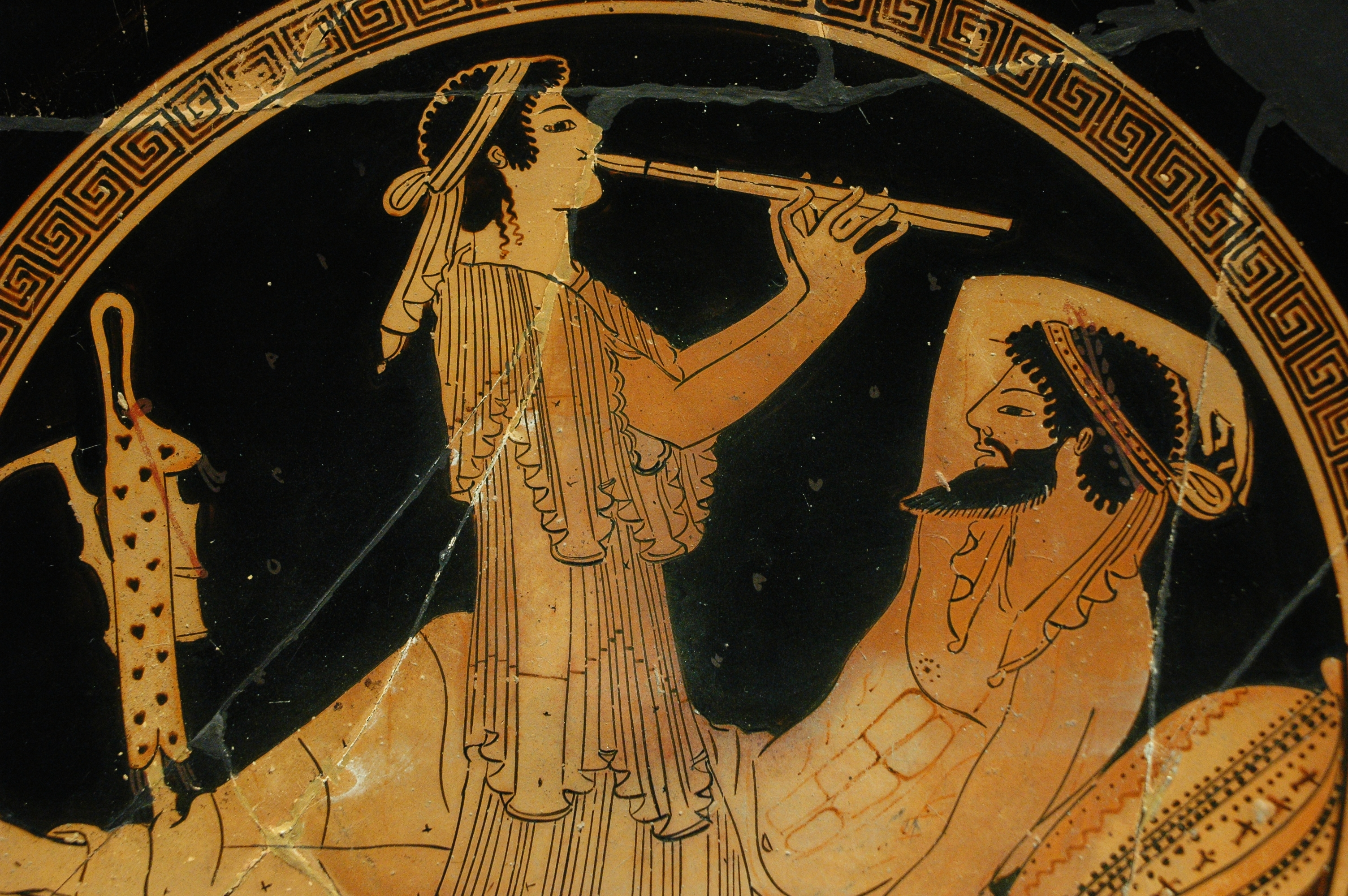
Ceramika, ok. 480 p.n.e. malarstwo czerwonofigurowe (Luwr, Paryż)

Sztuka starożytnej Grecji – okres archaiczny – najstarszy z trzech etapów rozwoju sztuki w rejonie basenu Morza Egejskiego. Początki sięgają najazdu Dorów na Peloponez w XII wieku p.n.e. i łączonego z nim upadku kultury mykeńskiej. Wydarzenia kończące ten pierwszy okres związane są z początkiem II wojny perskiej (bitwą pod Salaminą oraz zniszczeniem Aten w 480 p.n.e.). Okres archaiczny dzielony jest umownie na cztery mniejsze przedziały czasowe:
- okres ciemny
- okres wczesnoarchaiczny
- okres dojrzałego archaizmu
- okres późnego archaizmu

## Okres ciemny
Wyróżnia się okres wstępny, zwany ciemnym, trwający do ok. IX wiek p.n.e. (900 p.n.e.), o którym niewiele wiadomo. Wraz z upadkiem głównych ośrodków administracji achajskiej nie budowano wtedy okazałych rezydencji i twierdz dekorowanych malowidłami. Upadały warsztaty złotnicze i snycerskie. Znaleziska archeologiczne tego okresu stanowią głównie wyroby ceramiczne, których zdobnictwo początkowo kontynuuje wzory (kształt naczyń i dekoracje) mykeńskie (tzw. styl submykeński, trwający do ok. 1050 p.n.e.), stopniowo je upraszczając do stylu zwanego protogeometrycznym. Zamiast spiral artyści stosowali w nim linie faliste, koncentryczne półkola, trójkąty, romby, a później meandry i swastyki.

## Okres wczesnoarchaiczny
Okres ten datowany od IX do VIII wieku p.n.e., związany jest z początkami stabilizacji gospodarczej i początkowym stadium powstawania państw-miast.

### Architektura
Z tego okresu zachowały się fundamenty świątyń i wykonane z terakoty ich modele. Domy mieszkalne i świątynie naśladowały typ budynku zwany megaronem, który jako dom władcy mykeńskiego został zaadaptowany dla potrzeb domu bóstwa. Po usunięciu paleniska i usunięciu nieprzydatnego w świątyni dymnika, konieczne było opracowanie nowego sposobu oświetlenia pomieszczenia. Podniesiono płaski strop z desek przykrywający megaron, opierając go na wąskich słupkach. Światło docierało do pomieszczenia przez szpary pomiędzy nimi. Przestrzeń powstałą pod stropem wypełniono deskami lub płytami z terakoty w kształcie kwadratu. Wzór otrzymany z układu słupków został powtórzony na czołach belek stropowych stosowanych przy konstrukcji stropu w świątyniach o większych rozmiarach. Tak powstał fryz zwany tryglifonem. Był to początek, z którego w późniejszym czasie wykształciły się tryglify i metopy znane z porządku doryckiego. Świątynie okresu wczesnoarchaicznego wznoszono z cegły suszonej i drewna. Nie miały one zewnętrznej kolumnady.

### Rzeźba
Rzeźba to przede wszystkim małe figurki wotywne wykonane z gliny lub brązu. Charakterystyczną cechą tych znalezisk jest ich ukształtowanie w tzw. tendencji odśrodkowej (ręce i nogi są wyraźnie oddzielone od tułowia). Powierzchnie figurek zdobione były wzorami geometrycznymi. W VIII wieku p.n.e. pojawiły się figurki wotywne wykonane z brązu i ołowiu. Najczęściej są to posążki kobiet, mężczyzn i zwierząt. Posążki nadal są mocno zgeometryzowane, a szaty bardzo uproszczone.

### Ceramika
Znaleziska archeologiczne ceramiki z tego okresu charakteryzują się geometryczną formą zdobień. Ornamenty rozmieszczone są w pasach, wzory wypełniają prawie całą powierzchnię ścian naczynia, podkreślając jego kształt. W tym czasie pojawiły się postacie ludzkie i zwierzęce w mocno uproszczonej, geometrycznej formie. Do najcenniejszych zabytków tego okresu należą tzw. wazy dipylońskie, datowane są na lata 850–700 p.n.e., a pełniące funkcję nagrobków na ateńskim cmentarzu; ich dekoracja najczęściej nawiązuje do obrzędów pogrzebowych.

## Okres dojrzałego archaizmu
Dominuje w nim styl zwany orientalizującym, ukształtowany w VII wieku p.n.e. pod wpływem twórczości artystów Bliskiego Wschodu i Egiptu. Odnosił się głównie do ceramiki, ale podobne wpływy wschodnie można dostrzec także w innych dziedzinach. Jest to czas intensywnej kolonizacji greckiej w obszarze śródziemnomorskim.

### Architektura
W architekturze sakralnej wprowadzono zewnętrzną kolumnadę (perystaza), w związku z czym fryz ze ścian zewnętrznych naosu przeniesiono na znajdujące się powyżej belkowanie. Pod koniec VII wieku p.n.e., wraz z upowszechnieniem kamienia jako budulca, świątyniom nadawano coraz bardziej monumentalne rozmiary. Przez naśladowanie wcześniejszej formy ukształtował się w rejonie Półwyspu Peloponeskiego styl zwany porządkiem doryckim. W tym samym okresie, w rejonie Attyki i Jonii pod wpływem budownictwa ludów Wschodu wykształcił się porządek joński. Świątynie greckie wznoszone z kamienia stawiano na kamiennej, trójstopniowej podbudowie, kryto je dwuspadowym dachem, fasadę zamykano ozdobnym tympanonem.

### Rzeźba
Pod wpływem starożytnego Wschodu postać ludzka kształtowano w formie zwartej bryły. Najczęściej spotykane są rzeźby kurosa (nagiego młodzieńca) i kory (przyodzianej w luźne szaty dziewczyny). Postacie ukazywane są w postawie stojącej, siedzącej, czasem kroczącej (z jedną nogą lekko wysuniętą), zazwyczaj z uśmiechem na twarzy (archaiczny uśmiech). Według niektórych archeologów ówcześni artyści nie potrafili wyrzeźbić poważnego wyrazu twarzy. Inni badacze z faktu, iż były to posągi tworzone dla celów kultowych, wnioskują, że uśmiech miał wyrażać głębokie przeżycie religijne. Z końcem VII wieku p.n.e., wraz z rozwojem budownictwa sakralnego, pojawiła się rzeźba monumentalna. Do jej przykładów należą posągi siedzących lwic przy drodze do świątyni Apollina na wyspie Delos oraz sfinks wieńczący kolumnę w Delfach. Oprócz figur ludzi i zwierząt pojawiały się także postacie herosów i bóstw wyróżniające się swymi atrybutami. Rzeźby związane z Peloponezem i Jonią różni podejście artysty do modelowania ciała: jońskie cechuje bardziej miękka, wytworna linia; na Peloponezie postacie mają wyraźniej podkreśloną muskulaturę.

### Ceramika
W dekoracji wyrobów ceramicznych pojawiły się wielobarwne wyobrażenia fantastycznych zwierząt (sfinksów, gryfów, syren) oraz nie spotykanych w Grecji (panter, tygrysów). Wśród wzorów roślinnych występują pąki lotosu, palmety, rozety. Jako nową metodę zdobienia stosowano rycie wzorów obok dekoracji malarskiej. Najpiękniejsze wyroby orientalizujące pochodzą z Koryntu oraz z warsztatów na Rodos i Naksos.

## Okres późnego archaizmu

### Architektura
Datowany jest na VI wiek p.n.e.–480 p.n.e., czyli do bitwy pod Salaminą. To czas rozwoju zapoczątkowanych wcześniej tendencji, próby pogodzenia w architekturze trzech zasad tryglifów obowiązujących w porządku doryckim z budowlami wznoszonymi z kamienia, wprowadzenie wybrzuszenia na linii stylobatu i belkowania, dalszy rozwój typów świątyń greckich przez ich rozbudowę związaną ze zwiększeniem liczby kolumn i rozbudową wnętrza. Podobnie w rozwiązaniach kompozycji płaskorzeźby zdobiącej budowle nasilały się dążenia do osiągnięcia większej harmonii. Dla metop w porządku doryckim zostały wprowadzone trzy zasady kompozycji: centralna (scena umieszczana w środku pola), wertykalna (postać lub postacie wzdłuż osi pionowej metopy), po przekątnej (postacie rozmieszczone na linii przekątnej pola metopy, najczęściej były to dwie walczące ze sobą osoby). Podobnie dla scen przedstawianych na tympanonie opracowana została zasada, w której myśl akcja jest komponowana symetrycznie w stosunku do postaci centralnej umieszczanej w środku trójkąta. Pozostałe osoby mają pozycję pochyloną, klęcząca i leżącą. W porządku jońskim po raz pierwszy zastosowano zamiast tradycyjnych kolumn – kariatydy. W ośrodkach kultowych oprócz świątyń budowano skarbce, np. skarbiec Knidyjczyków, skarbiec Syfnijczyków, skarbiec Ateńczyków w Delfach. Do siedmiu cudów świata starożytni zaliczyli jońską świątynię Artemidy zbudowaną w Efezie ok. 580–560 p.n.e.
W zabudowie miast wykształciła się agora, wokół której budowano najważniejsze budowle administracyjne i sakralne miasta. Od V wieku p.n.e. agora została wzbogacona budowaną przynajmniej wzdłuż jednego z boków stoą. Rozwój budownictwa mieszkalnego przejawiał się w budowaniu domów wieloizbowych na planie prostokąta. Był to także okres wykształcenia się typowych dla architektury greckiej budowli użyteczności publicznej, w tym dom prytanów – czyli prytanejon.

### Rzeźba
Rzeźba monumentalna to posągi kurosów i kor wykonywane z kamienia i brązu (techniką pustego odlewu). Kierunek dorycki koncentrował się na oddaniu muskulatury ciała, operował dużymi płaszczyznami. Kierunek joński to dbałość o oddanie szczegółów, np. fryzury, miękka linia modelunku. Połączenie tych dwóch tendencji miało miejsce w tzw. szkole attyckiej. Największym jej osiągnięciem było przełamanie zasady symetrii (rzeźba pasterza niosącego cielę – tzw. Moschoforos) i frontalności (Jeździec Rampin). Oprócz rzeźby monumentalnej pojawiły się też rzeźbione stele nagrobne. Pod koniec VI wieku p.n.e. rzeźba przestała być anonimowa. Na bazach posągów coraz częściej pojawiały się sygnatury artystów. Jednym z mistrzów był rzeźbiarz Antenor, twórca pomnika tyranobójców: Harmodiosa i Arystogejtona (rzeźba, wykonana w 510 p.n.e., została wywieziona przez Persów z Aten, następnie odtworzona przez uczniów Antenora). Antenor w sposób nowatorski podszedł do kompozycji swojego pomnika. Postacie przedstawione są w ruchu, zróżnicowane są także głowy postaci, rzeźbiarz podkreślił różnicę wieku pomiędzy nimi.

### Malarstwo i ceramika
Malarstwo tego okresu związane jest przede wszystkim z ceramiką. W VI wieku p.n.e. pojawiło się malarstwo czarnofigurowe oraz około 530–480 p.n.e. malarstwo czerwonofigurowe. Najczęściej spotykane tematy to sceny z życia bogów i ludzi wkomponowane w pasy pokrywające naczynia lub w zamknięte pole prostokąta albo koła (w przypadku dna naczynia). Najbardziej znane przykłady zdobienia ceramiki w stylu malarstwa czarnofigurowego to np. scena gry w kości pomiędzy Achillesem i Ajaksem. W malarstwie czerwonofigurowym częstsze stają się malowidła ukazujące akcję – np. sceny tańca, zawodów sportowych itp. Postacie ludzkie ukazywane były coraz częściej przy zastosowaniu skrótów perspektywistycznych, dbałość o detale przyczyniała się do coraz większego realizmu ukazywanych scen. Artyści zwracali też uwagę na dobór tematyki dekoracji do kształtu i przeznaczenia naczynia.
Pod koniec VI wieku p.n.e. pojawiły się także najstarsze malowidła na stelach nagrobnych. Polichromia nakładana była również na rzeźby wolno stojące i architektoniczne. Świadczą o tym między innymi znaleziska odkryte w tzw. rumowisku perskim (na południe od Partenonu). W latach siedemdziesiątych XVIII wieku, podczas prac wykopaliskowych prowadzonych na Akropolu, archeolodzy natrafili na wiele rzeźb uszkodzonych w 480 p.n.e. Na nich oraz na odnalezionych detalach architektonicznych zachowały się resztki polichromii.